# Пьер Жеро д’Арманьяк
Пьер-Жеро́ (или -Жерар) (? — 1241/2) — граф д’Арманьяк и де Фезансак.
Существует две версии жизни этого человека:
- более старая, которую разделял отец Ансельм со ссылкой на Ойенара — он был сыном Бернара IV, графа д’Арманьяка, и, пользуясь малолетством своего племянника, Бернара V, после смерти регента обоих графств, своего брата, Арно-Бернара, захватил власть в графствах Арманьяк и Фезансак, и удерживал её до 1226 года;
- более новая — он был сыном и наследником Жеро V, графа д’Арманьяка, и пользуясь его малолетством, его дядя, Арно-Бернар, попытался превратить возложенное на него регентство в реальное владение: некоторые документы именуют его графом д’Арманьяком. Так как он умер без потомства, Пьер-Жеро вернул себе отцовское наследство.